# 神誌文字
古朝鮮文字（：／），朝鲜民主主义人民共和国称为神誌文字（／）。據朝鲜單方面宣稱是朝鮮半島在公元6世紀漢字文化尚未普遍傳入之前，當地及今日中國東北地區所通行的文字。迄今沒有發現過出土的真正公元6世紀資料。
据李朝时期的伪书《揆园史话》传，神誌文字是檀君朝鲜时期一个叫神誌的人创制的。神誌的传说有抄袭黄帝时期仓颉造字的嫌疑。据朝鲜官方宣称的檀君陵裡有石人像区，该区的石阶左右两旁立有檀君之子和其他亲信臣僚石像。在亲信臣僚石像中，东边的第一个石像便是神誌像。 
古朝鮮文字的形態由直線、曲線及圓點所組成，與大篆及小篆全由線條所組成略有不同。從形態上來看，古朝鮮文字與秦朝以小篆統一全國文字以前在齊、魯、燕、趙一帶所流行的「簡化大篆」相似。据朝鲜官方宣称在平安北道龙川郡新岩里出土的陶器里刻有神誌文字模样的两个字，在中国辽宁青铜文化古墓中出土的陶器裡，也刻有与此相似的两个字。出土文物中共找出有16个不同的的象形文字或符号，为这种‘神誌文字’传说的原型。 中国辽宁省喀左县平房子乡北洞村出土殷晚期青铜器中，方鼎内底中心有铭文“亚侯”，佐证是在箕子之国发掘，而箕子朝鲜实际为侯国。在箕侯国发掘的青铜器铭文则为大篆的一种。箕子朝鲜从中原迁出之际，燕国、孤竹国等地也有大量东夷移民进入箕子朝鲜地区，而此段时期正为青铜器文化的顶峰。

## 与諺文的关系
韩聯社引述朝鲜民間史學者具吉洙（구길수，音譯）認為：今日在朝鮮半島通行的諺文是直接從古朝鮮文字演變而成，而古朝鮮文字則是從金文演變而來。
根據1911年成书的《桓檀古記》（환단고기）的編撰者桂延壽（계연수）的主張，訓民正音其實脫胎自古朝鮮文字，而古朝鮮文字大約在公元前2181年，由三世檀君嘉勒（가륵）時期的三郞乙普勒（삼랑 을보륵）所發明，取材自古篆字及梵字。在《燃藜室記述》（연려실기술，前2182年－前2137年在位）亦有類似的紀錄。由於桂延壽是日占朝鮮時期的人，其主張與其它在朝鮮時期完成的歷史書（如：《三國史記》、《三國遺事》）等都受到各國歷史學者的質疑。

## 參看
- 加臨土文或加臨多文（가림토문（朝鲜语：가림토#문자 비석））
- 鹿圖文（녹도문）
- 倉聖鳥跡書碑
- 神代文字 - 傳說中漢字傳入日本前的固有文字。